# Longjing
Longjing (龙井 ; pinyin : Lóngjǐng) è una città-contea della provincia del Jilin in Cina. Fa parte della prefettura autonoma coreana di Yanbian. La popolazione della città è di circa 258.000 abitanti.